# Po tobaku smrdiš
Po tobaku smrdiš je krajše prozno besedilo Josipa Jurčiča. Delo je izšlo v časopisu Slovenski narod dne 19. januarja leta 1879.

## Vsebina
Gospod Mekina je bil omahljivec, kar se tiče poroke. Pri šestintridesetih letih še vedno neoženjen, a z dobro službo, se je odločil ženiti. Želel si je lepe deklice in oko mu je padlo na osemnajstletno Nežiko, hčerko mestnega trgovca. Čeprav se sam z lepoto ni mogel pohvaliti, pa so Nežiko drugi prepričali, da je gospod prav dobra partija. 
Nekega dne se je skozi ljubljansko mesto sprehajal k svoji nevesti. Med kajenjem cigare je razmišljal o dekletu, v katero je bil zaljubljen, a vendar ni bil povsem prepričan v uspešnost zveze, saj je bila premlada, preuboga, preživahna... Vstopi v njeno sobo, deklica ga nekam hladno sprejme. Ko jo želi poljubiti, ga ona zavrne: »Aj, kako grdo po tobaku smrdiš«. Nato mu pravi, da se mora kajenja odvaditi in ga s tem dokončno užali.
Gospod vzame klobuk in se poslovi, dekletu je žal, a meni, da se bo že vrnil. A ni se vrnil. Čez dvanajst let gospod Mekina na veliko kadi, na dan liter vina spije, o ženitvi ni spregovoril nobene več. Dekle pa je ves ta čas zastonj čakalo na snubca in bi zdaj vzelo tudi takega, čigar tobakov dim bi bil tako gost, da bi se rezati dal. Ali - prepozno je prepozno.